# Fullservice-Systemgastronomie
Als Fullservice-Systemgastronomie bezeichnet man ein Segment der Systemgastronomie.
In der Außenwahrnehmung gibt es kaum Unterschiede zur traditionellen Gastronomie, da die Arbeitsbereiche Küche, Service und Verwaltung ähnlich aufgebaut sind. Zur Systemgastronomie werden die Betriebe gezählt, da sie mehrere Filialen und Standorte besitzen, welche nach denselben Kriterien und Standards geführt werden. Bekannte Vertreter im deutschsprachigen Raum sind L’Osteria, Mövenpick, Maredo und Block House.